# Place de Bologne
La place de Bologne (en occitan : plaça de Bolonha) est une voie de Toulouse, chef-lieu de la région Occitanie, dans le Midi de la France.

## Situation et accès

### Description
La place de Bologne est une place privée. Elle se situe dans le quartier du Capitole.

### Voies rencontrées
La place de Bologne rencontre les voies suivantes, dans l'ordre des numéros croissants :
1. Place Saint-Pierre
2. Rue des Blanchers
3. Rue Alexis-Larrey

### Transports
La place de Bologne n'est pas directement desservie par les transports en commun. Elle se trouve cependant à proximité de la place Saint-Pierre, traversée par la navette Ville.
La station de vélos en libre-service VélôToulouse la plus proche est la station no 25 (10 place Saint-Pierre).

## Odonymie
La place tient son nom de la ville italienne de Bologne, avec laquelle la ville de Toulouse est jumelée depuis 1981.

## Patrimoine et lieux d'intérêt

### Jardin Aymé-Kunc
Le jardin Aymé-Kunc se trouve entre la place des Bologne et la cour du conservatoire à rayonnement régional de Toulouse. D'ailleurs, il est nommé en l'honneur d'Aymé Kunc (1877-1958), compositeur toulousain et directeur du conservatoire de 1914 à 1944.
Il occupe une superficie de 1 303 m2. En 2024, à la suite de la 2e édition du budget participatif “Mes idées pour mon quartier” , le conseil municipal décide la revégétalisation du jardin en replantant plusieurs arbres et des arbustes.

### Œuvres publiques

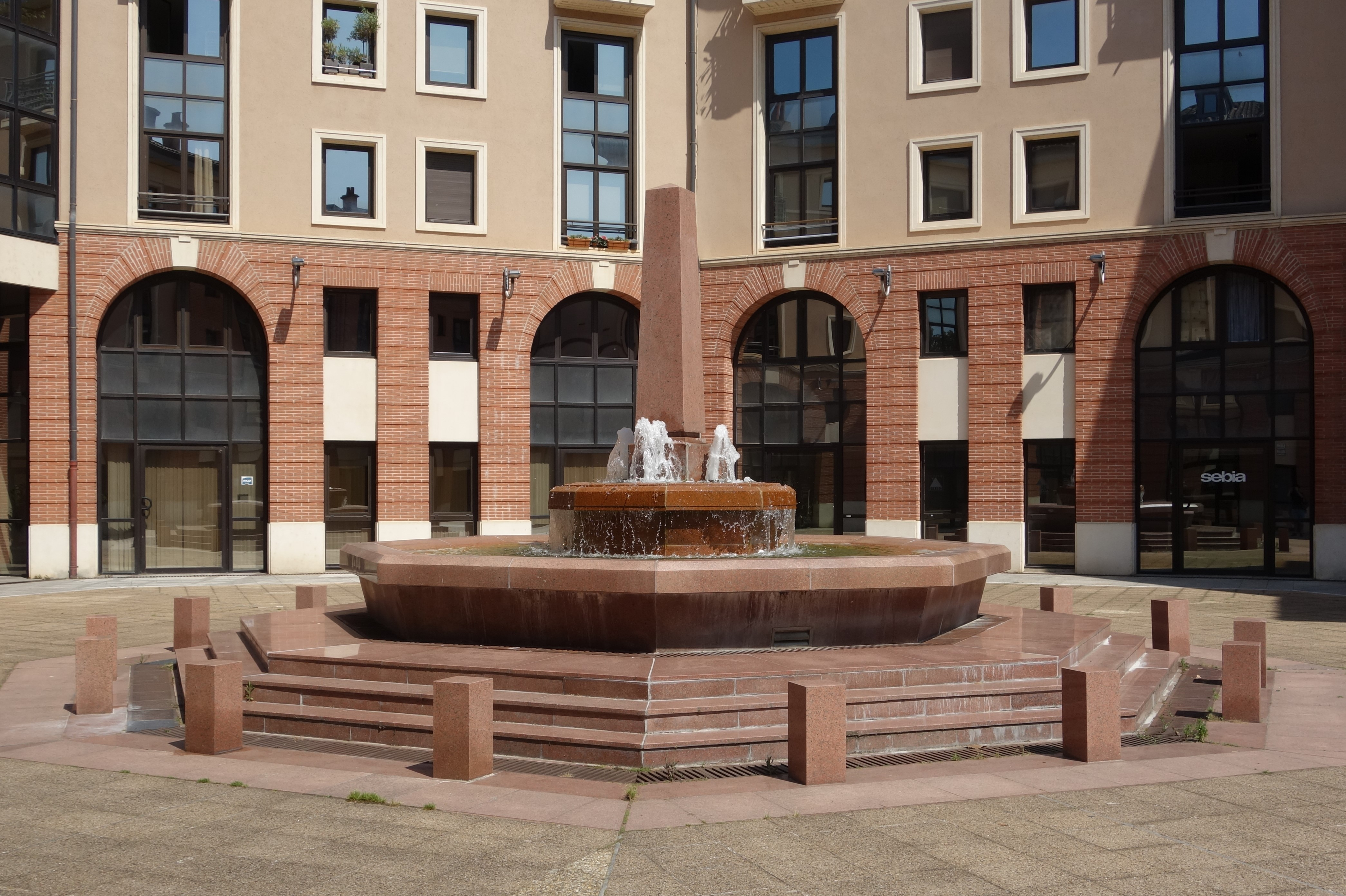
La fontaine de Bologne.

- fontaine de Bologne. 
La fontaine de Bologne est aménagée en 1991 sur les plans des architectes de la SCP Bello. Ses formes rappellent le « griffoul » de la place Saint-Étienne. Elle est bâtie en béton couvert d'un plaquis de dalles de granit rouge de Porto. Un socle de trois marches monte à une cuve octogonale, qui reçoit l'eau par débordement d'une cuve, également octogonale, plus petite. Au centre s'élève un obélisque[4].
- L'Ukraine. 
La statue L'Ukraine s'élève au centre du square Aymé-Kunc. Œuvre du sculpteur ukrainien Youri Sinkevitch, elle est offerte à la ville de Toulouse en 1993 à l'occasion des célébrations du jumelage avec la ville de Kiev. La sculpture repose sur un piédestal en ciment. Elle est taillée dans deux blocs de marbre blanc, posés l'un à côté de l'autre, et dont la silhouette évoque de façon stylisée les contours géographiques de l'Ukraine. La surface est traitée de façon différentes, lisse ou granuleuse, et creusée de rayures verticales et horizontales plus ou moins profondes[5].